# QSZ-92
QSZ-92 (kin. 92式手槍; pinyin: Jiǔ Shí Èr Shì Shoǔqiàng) je kineski poluautomatski pištolj kojeg je dizajnirala i u ograničenoj količini proizvodila industrija oružja Norinco za potrebe kineske narodnooslobodilačke vojske krajem 1990-ih.

## Inačice
Pištolj je dizajniran 1994. i usvojila ga je kineska vojska. Osim za domaću vojsku, proizvedene su i 9mm inačice za izvozno tržište: CF-98 i NP-42. Kod prvog modela životni vijek cijevi pištolja iznosi oko 8.000 ispaljenih naboja a kod drugog oko 10.000. Tako se model NP-42 izvozio na kanadsko komercijalno tržište.
Osim kineske vojske, QSZ-92 koriste i oružane snage Bangladeša kao Type 92 te je u određenoj mjeri zamijenio stariji Type 54 (kinesku kopiju Tokareva).
U konačnici postoje dva osnovna modela:
- QSZ92-9 (streljivo 9x19mm Parabellum)
- QSZ92-5.8 (streljivo 5.8x21mm DAP92)

## Korisnici
- NR Kina: kineska narodnooslobodilačka vojska.[1]
- Bangladeš: bangladeška vojska koristi inačicu QSZ92-9 pod nazivom Type 92.[2]
- Kanada: inačica NP-42 se izvozila na kanadsko civilno tržište.

## Vanjske poveznice
- Pištolj QSZ-92  Arhivirana inačica izvorne stranice od 17. veljače 2006. (Wayback Machine)
- Security Arms.com